# Leucopis glyphinivora
Leucopis glyphinivora är en tvåvingeart som beskrevs av Tanasijtshuk 1958. Leucopis glyphinivora ingår i släktet Leucopis och familjen markflugor. Arten är reproducerande i Sverige. Inga underarter finns listade i Catalogue of Life.